# Waldberg (Bobingen)

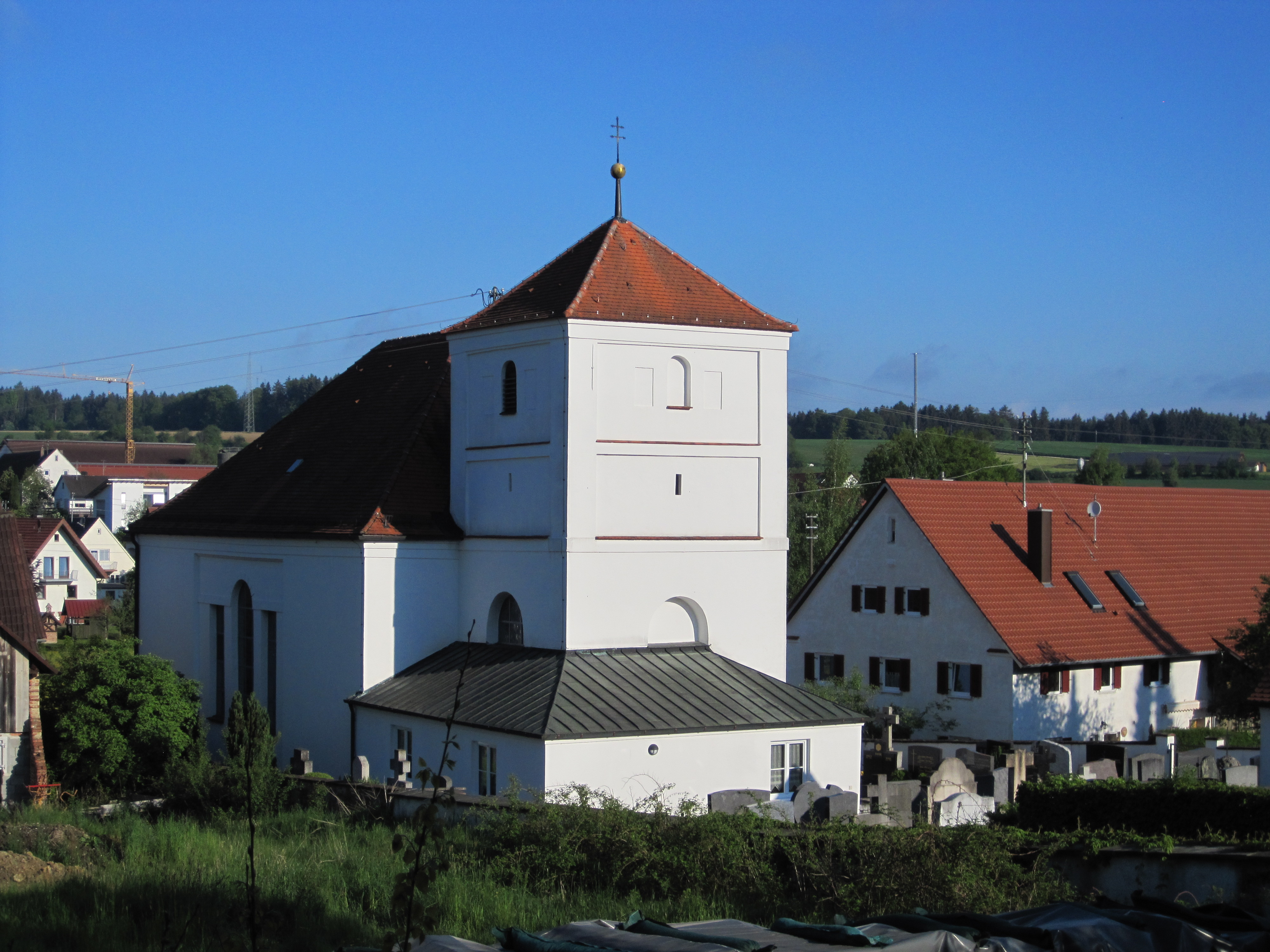
Ortsansicht mit Kirche St. Radegundis

Waldberg ist ein Kirchdorf und Ortsteil der Stadt Bobingen im schwäbischen Landkreis Augsburg in Bayern. 

## Lage
Waldberg liegt in den Stauden. Die Kreisstraße A 3 führt von Gessertshausen über Oberschönenfeld, Weiherhof, Döpshofen, Kreuzanger, Waldberg und Eggerhof nach Klimmach und mündet danach in die Kreisstraße A 16. Die Kreisstraße A 13 führt von Mickhausen über Waldberg, Reinhartshausen, Straßberg und Bobingen-Siedlung nach Bobingen.

## Geschichte
Waldberg war eine selbstständige Gemeinde. Sie wurde am 1. Juli 1975 im Zuge der Gebietsreform in Bayern nach Bobingen eingemeindet.
Die katholische Pfarrei und Kuratie Sankt Radegundis in Waldberg gehört zum Dekanat Schwabmünchen im Bistum Augsburg. Zur Pfarrei gehören auch die Ortschaft Kreuzanger und die Einöde Bergmühle.

## Sehenswürdigkeiten
Die katholische Kirche St. Radegundis  ist eine Chorturmkirche, die nach Plänen von Johann Michael Voit von Maurermeister Alois Haslinger aus Langweid und Zimmermeister Joseph Krön aus Göggingen 1818 ausgeführt wurde. Der zentralisierende Saalbau mit östlichem Turm (mit Zeltdach) war der erste Kirchenbau in Schwaben nach der Säkularisation. Das in ländlichem Klassizismus gestaltete Haus ist in seinem Erscheinungsbild nahezu unverändert. Das Kirchenschiff musste 1969 nach einem Einsturz neu errichtet werden. Herzstück sind die Gebeine der Kirchenpatronin St. Radegundis unter dem Hochaltar. Das Hochaltarbild von 1735 mit der Krönung Mariens schuf der Augsburger Maler Johann Evangelist Holzer.